# 최두호

## 개요
최두호(Choi Doo-ho, 1991년 4월 10일 ~ )는 대한민국 대구 출신의 UFC 페더급 종합격투기 선수다. 별명은 'The Korean Superboy'이며, 뛰어난 타격력과 확실한 피니시 능력으로 '코리안 KO 킹'이라 불린다.

## 생애
대구에서 태어나 태권도와 복싱을 수련하며 성장했다. 2010년 일본 단체 DEEP 및 Sengoku에서 활동하며 프로 데뷔 후 KO승을 쌓았고, 이후 UFC에 진출해 명승부를 통해 세계적인 인지도를 얻었다.

## 경력

### UFC 명승부 창조
- 2014년 UFC 데뷔전에서 Juan Puig 상대로 18초 만에 TKO승 확보.
- Sam Sicilia, Thiago Tavares를 연거푸 KO시키며 화려한 옥타곤 커리어 시작.
- 2016년 Cub Swanson과의 명승부에서 판정패했지만, ‘Fight of the Night’ 수상 및 2016년 최고의 경기로 선정.
- Jeremy Stephens(2018), Charles Jourdain(2019) 전에서도 모두 ‘Fight of the Night’ 수상.
- 2023년 복귀전에서 카일 넬슨과 무승부.
- 2024년 Bill Algeo, Nate Landwehr 상대로 연이어 KO승을 거두며 복귀를 알림.

## 파이팅 스타일
적극적인 타격가로, 빠르고 정확한 주먹 연타, 카운터 펀치가 주무기다. 킥도 능숙하며, 클린치에서 팔꿈치 타격과 상체 컨트롤 능력이 탁월하다. 명승부를 만들어내는 흥행형 스트라이커로 팬층이 두텁다.

## 종합격투기 전적
| 결과 | 전적   | 상대             | 방식                     | 대회                                         | 날짜             | 장소               |
| ---- | ------ | ---------------- | ------------------------ | -------------------------------------------- | ---------------- | ------------------ |
| 승   | 16–4–1 | Nate Landwehr    | TKO (elbows)             | UFC 310                                      | 2024년 12월 7일  | 라스베이거스, 미국 |
| 승   | 15–4–1 | Bill Algeo       | TKO (punches)            | UFC Fight Night: Lemos vs. Jandiroba         | 2024년 7월 20일  | 라스베이거스, 미국 |
| 무   | 14–4–1 | Kyle Nelson      | 무승부 (다수 무효)       | UFC Fight Night: Lewis vs. Spivak            | 2023년 2월 4일   | 라스베이거스, 미국 |
| 패   | 14–4   | Charles Jourdain | TKO (punches)            | UFC Fight Night: Edgar vs. The Korean Zombie | 2019년 12월 21일 | 부산, 대한민국     |
| 패   | 14–3   | Jeremy Stephens  | TKO (punches and elbows) | UFC Fight Night: Stephens vs. Choi           | 2018년 1월 14일  | 세인트루이스, 미국 |
| 패   | 14–2   | Cub Swanson      | 판정 (전원일치)          | UFC 206                                      | 2016년 12월 10일 | 토론토, 캐나다     |
| 승   | 14–1   | Thiago Tavares   | KO (punches)             | The Ultimate Fighter Finale                  | 2016년 7월 8일   | 라스베이거스, 미국 |
| 승   | 13–1   | Sam Sicilia      | KO (punches)             | UFC Fight Night 79                           | 2015년 11월 28일 | 서울, 대한민국     |
| 승   | 12–1   | Juan Puig        | TKO (punches)            | UFC Fight Night Austin                       | 2014년 11월 22일 | 오스틴, 미국       |

## 주요 타이틀 및 수상
- UFC Hall of Fame – Fight Wing 헌액 (Cub Swanson전)
- Performance of the Night 2회 (Sicilia, Tavares)
- Fight of the Night 3회 (Swanson, Stephens, Jourdain)
- 2016년 UFC 및 ESPN ‘올해의 경기’ 선정 (Swanson전)

## 관련 문서
- UFC
- 페더급 (MMA)
- Cub Swanson
- DEEP (격투기)
- Team MAD